# Unión de Pequeños Agricultores y Ganaderos
La Unión de Pequeños Agricultores y Ganaderos (UPA) es una de las 4 principales organizaciones de profesionales agrarias (OPAS) de España, más popularmente conocidas como sindicatos agrarios. Se entiende por organización profesional agraria, la asociación profesional constituida, al amparo de la Ley sobre regulación del derecho de asociación sindical, por los agricultores y ganaderos para la promoción y defensa de sus intereses económicos y sociales. 
Representa a más de 80.000 afiliados. Se la adscribe al centro izquierda o izquierda moderada y está integrada en la estructura de trabajadores autónomos de la Unión General de Trabajadores (UGT). 

## Historia
Esta organización de profesionales agrarios nació el 12 de septiembre de 1982, fundamentalmente gracias al impulso de Carlos Romero Herrera, ministro de Agricultura socialista, para acoger a los militantes de la Federación de Trabajadores de la Tierra (FTT) integrada en la UGT, y fundada en 1930, aunque posteriormente disuelta durante el franquismo, hasta el Decreto de Libertad Sindical de 1977. En la FTT se integraban tanto los trabajadores asalariados agrícolas como los pequeños agricultores familiares, esto dio lugar a numerosos problemas dentro de la organización por su disparidad de objetivos, principalmente en Andalucía, Extremadura y Castilla-La Mancha, por lo que se decidió que para mantener a los pequeños agricultores familiares dentro del sindicalismo de izquierda moderada era necesario crear una organización sindical diferente, naciendo por un lado UPA y por otro el Sindicato de Obreros Agrícolas (SOA) ambos integrados en aquellos primeros años en la UGT.
Tras reiteradas tensiones orgánicas entre UPA y la dirección federal de UGT y la Comisión ejecutiva de FTT, sumado a las tensiones provocadas por la ley de 1986 de transferencia autonómica del control de las Cámaras Agrarias, desembocaron en la celebración del primer Congreso de UPA como OPA independiente el 5 de septiembre de 1987.
Desde 1987 hasta 2005 la organización fue dirigida por Fernando Moraleda, que posteriormente, tras un breve periodo en el Ministerio de Agricultura como secretario general de Agricultura y Alimentación, pasó a ser secretario de Estado de Comunicación en la VIII Legislatura de España, puesto que abandonó con el inicio de la IX Legislatura de España. 
En el VI Congreso Federal de UPA, celebrado en noviembre de 2005, fue elegido Lorenzo Ramos Silva como secretario general de la organización. Perteneciente al sindicato desde su creación, en 1987, Ramos nació en Badajoz en 1958, está casado y tiene dos hijos y se dedica a la explotación de frutas, flores y plantas de invernadero. En 2009 fue elegido además vicepresidente del COPA, organismo que aglutina a 70 organizaciones que representan a los agricultores y ganaderos de la Unión Europea.
La organización está fuertemente implantada en territorios como Galicia, Castilla y León, Extremadura, Murcia y Asturias, en dónde está federada con la Unión de Campesinos Asturianos (UCA), aunque tiene sedes en toda la geografía nacional excepto en País Vasco y Cataluña.

## Política sindical
Desde sus inicios como Federación de Trabajadores de la Tierra (FTT), UPA ha defendido una política sindical "de clase", concibiendo su ámbito de representación entre los agricultores y ganaderos profesionales con explotaciones de carácter familiar. Su acción sindical ha venido luchando por una economía agraria de producción y distribución mediante pequeñas y medianas explotaciones, alejándose de los intereses de las grandes empresas agrícolas e industrias agroalimentarias.
Su principal reivindicación histórica es la garantía de unos precios mínimos que permita la existencia de todo tipo de explotaciones agrícolas y ganaderas, al margen de su tamaño y tipo estructural. No por ello se ha planteado la fijación de precios, si no la bajada de impuestos a las rentas agrarias más bajas, mejoras en la profesionalización y ayudas para la mecanización.
Entre las acciones desarrolladas las últimas décadas se encuentra; su campaña en defensa de los "precios justos para nuestros productos" o el “Primer Día del Orgullo Rural”, que fue presentado el 2 de diciembre de 2006 en Madrid con un gran acto festivo y reivindicativo con el que arrancaba la campaña informativa que bajo el lema “Orgullo Rural-Campo Vivo” se desarrollaron actos en toda la geografía española. En esta línea UPA organizó en diciembre de 2009 la primera "Feria del Orgullo Rural". El objetivo de la organización es reivindicar la profesión de los pequeños y medianos agricultores y ganaderos y el modo de vida del mundo rural.